# Zsákolj, ha tudsz! (film, 1992)
A Zsákolj, ha tudsz! (eredeti cím: White Men Can't Jump) 1992-es amerikai filmvígjáték Wesley Snipes és Woody Harrelson főszereplésével.
A filmet az Amerikai Egyesült Államokban 1992. március 27-én, míg Magyarországon 1996. március 7-én mutatták be a mozikban. 2023-ban jelent meg a feldolgozása, hasonló címmel.

## Cselekmény
Billy Hoyle, egy fehér egykori profi kosárlabdázó gyakran fogadkozik afroamerikaiakkal, akik azt állítják, a fehér férfiak képtelenek jól kosárlabdázni. Ezeket a fogadásokat általában megnyeri. Egy nap Hoyle találkozik az afroamerikai Sidney Deane-nel, akivel összeáll és fogadásokat köt. Egy nap mindketten 1700 dollárt veszítenek. Hoyle és barátnője, Gloria Clemente furcsának találják, hogy Deane jóval képességei alatt játszott ebben a játékban. Ő és Clemente meglátogatják Deane-t, és követelik a pénz visszaadását; Hoyle ott ismeri fel szerencsejátékos ellenfeleit, akik szintén látogatóban vannak. Clemente beszél Deane feleségével, aki nem hajlandó visszaadni a pénzt, de azt javasolja, hogy Hoyle és Deane vegyenek részt egy közös versenyen.
Hoyle az egyik versenymérkőzés előtt sértegeti ellenfeleit, amiért összeveszik Deane-nel, akit szerint a sértegetés felesleges. A csapat 5000 dollár pénzjutalmat nyer. Hazafelé menet Hoyle fogadást köt a felével, hogy képes elvégezni egy zsákolást, de elveszíti a fogadást és a pénzt is. Ezután a dühös Clemente magára hagyja. A maffia két pénzbehajtója is követeli, hogy Hoyle fizesse vissza adósságát, majd megmutatják neki a földön heverő véres testek fotóit.
Közben Deane és felesége egy jobb lakásba akarnak költözni. Az előző lakásukba betörnek, a tolvajok készpénzt és néhány tárgyat lopnak el, majd szétverik a lakást. Ez meghiúsítja a költözési terveiket.
Clemente részt vesz a Jeopardy! televíziós vetélkedőben, és nyer. A nyeremény egy részét Hoyle-nak adja, akivel kibékül. Hoyle a lány akarata ellenére használja fel a pénzt egy fogadásra, amelyre Deane vette rá. Hoyle és Deane megnyerik a játékot, de Hoyle-t ismét elhagyja Clemente. Deane azt mondja neki, hogy "hallgasson a nőre". Amikor az ellenveti, hogy a fogadást ő maga szorgalmazta, azt válaszolja; Hoyle felnőtt ember, és saját magának kell meghoznia a döntéseit. Ők ketten most Duck Johnson és Eddie, a király ellen indulnak, és legyőzik őket. Az utolsó pontot Billy szerzi a labda bedobásával.
Hoyle visszafizeti a maffiának való tartozását. Ezután a számlagyűjtők hamis fotót készítenek a földön fekvő, láthatóan vérző Hoyle-ról. Az utolsó jelenetben Hoyle megkéri Deane-t, hogy szerezzen neki rendes munkát, és barátságos játékot játszik ellene.

## Szereplők
| Szerep          | Színész         | Magyar hang 1.        | Magyar hang 2. |
| --------------- | --------------- | --------------------- | -------------- |
| Sidney Deane    | Wesley Snipes   | Kálid Artúr           | Galambos Péter |
| Billy Hoyle     | Woody Harrelson | Stohl András          | Dózsa Zoltán   |
| Gloria Clemente | Rosie Perez     | Murányi Tünde         | Biró Anikó     |
| Rhonda Deane    | Tyra Ferrell    | Németh Borbála        | Kocsis Mariann |
| Robert          | Cylk Cozart     | Bede-Fazekas Szabolcs | Bognár Zsolt   |
| Junior          | Kadeem Hardison | Hujber Ferenc         | Bartucz Attila |